# Firminópolis
Firminópolis é um município brasileiro do estado de Goiás. Sua população estimada em 2018 segundo o IBGE é de 13.131 habitantes, o município pertence a mesorregião do Centro Goiano e a microrregião de Anicuns.

## História
A povoação originou-se em 1940, com a doação por Manoel Firmino dos Santos, de uma área de terras para a formação do patrimônio, iniciou-se com uma capela dedicada a Nossa Senhora da Guia, padroeira local. Com a vinda das famílias Araújo, Borges e Machado, atraídas pela fertilidade das terras, o povoado atingiu notável desenvolvimento, tornando-se conhecido como "Firminópolis", numa referência ao fundador Manoel Firmino dos Santos.
Pelo seu rápido e expressivo progresso, obteve a emancipação político-administrativa, passando de povoado a município, pela Lei Estadual n°174 de 7 de outubro de 1948, desmembrando-se de Paraúna.
O município de Firminópolis tem dois povoados, são eles: Novo Planalto e Santo Antônio.